# 鈴木祐二
鈴木 祐二（すずき ゆうじ、1980年2月14日 - ）は、東京都出身の俳優、歌手。フロムファーストプロダクション所属。
デビュー作は2001年に放映された劇場版『ウォーターボーイズ』。

## 出演

### ドラマ
- セブンデイズ・パラダイス（1999年、フジテレビ）
- ホーリーランド（2005年、テレビ東京） - ケンジ 役
- ウルトラマンマックス 第9話「龍の恋人」（2005年、中部日本放送） - 若者 役
- アンフェア（2006年、フジテレビ）
- 松本清張スペシャル・殺人行おくのほそ道（2007年、フジテレビ） - 羽村芳夫 役

### 映画
- ウォーターボーイズ（2001年）- 東海林勇二(ユージ) 役
- TOKYO.G.P.（2001年）- 近藤 役
- DRUG（2001年）
- ショートムービー朱雀の空（2002年） - 主演・ケンジ 役
- 「ウォーターボーイズ」サイドストーリーワンモアチャンス（2002年）- 主演・東海林勇二(ユージ) 役
- 稲川淳二のショートホラー「ファインダーの記憶」（2003年） - 主演・裕太 役
- 棒たおし!（2003年） - 代々木 役
- 花と蛇（2004年）
- 殴者 NAGURIMONO（2005年）
- ハルウララ（2005年）
- DEATH NOTE（2006年）
- ベルナのしっぽ（2006年）
- アンフェア the movie（2007年）
- 相棒 -劇場版- 絶体絶命! 42.195km 東京ビッグシティマラソン（2008年）

### 舞台
- 最先端恐怖show
- 未来伝説桃太郎

### 音楽
俳優活動をこなす傍ら、ラップミュージックグループMIG MARKETのメンバーYOUZEEとして、音楽活動を行っている。担当はMCと作詞。

## 補足
NHK大河ドラマの『北条時宗』や『利家とまつ〜加賀百万石物語〜』に同姓同名の鈴木祐二という俳優が出演しているが、これは神尾佑のことであって、当記事の鈴木祐二ではない。